# マルバアオダモ
マルバアオダモ（丸葉青梻、学名: Fraxinus sieboldiana）は、モクセイ科トネリコ属の落葉高木。雌雄異株。別名、ホソバアオダモ、トサトネリコ、コガネアオダモ、コガネヤチダモ。

## 名称
和名のマルバは、葉の形や葉先が丸いことを表すわけではなく、葉縁に明瞭な鋸歯がなく滑らかであるためといわれている。葉の形の実態を表す別名として、ホソバアオダモ（細葉青梻）がある。中国名は、盧山梣。

## 分布と生育環境
日本では、北海道、本州、四国、九州に分布し、低い丘陵や山地に生育する。アジアでは朝鮮に分布する。

## 特徴
落葉広葉樹の高木。樹高は5 - 15メートル (m) になる。樹皮は青灰色や暗灰色、滑らかで生長による変化が少ないが、老木になるとひび割れてくる。若木の樹皮は白っぽい斑が入る。一年枝は細く灰褐色で皮目が多い。
葉は、長い葉柄をもって枝に対生し、3 - 7小葉からなる奇数羽状複葉で、小葉の形は卵形から卵状長楕円形になる。葉の先端は鋭尖形で、基部はゆがんだくさび形で、葉身の長さ 3 - 10センチメートル (cm) 、幅1.5 - 3.5 cmになる。ふつう葉の裏面の中脈沿いに白毛が生えるが、のちに無毛になる場合がある。葉柄や葉軸にはじめ毛があるが、のちに無毛になる。葉の縁はほぼ全縁であり、鋸歯は不明瞭で波打つ程度。同属のアオダモ（学名: Fraxinus lanuginosa f. serrata）には明瞭な鋸歯がある。
花期は4 - 5月。雌雄異株。今年枝の頂や葉腋に円錐花序が数個対生し、白色の4弁花を密に咲かせる。芽吹いたばかりのときの花序は、地味な色合いをしている。花弁は線形で長さは6 - 7ミリメートル (mm) 。雄蕊は、雄花、雌花（両性花）ともに2本あり、雌蕊は雌花（両性花）に1本ある。果実は長さ2 - 2.7 cmの翼果となる。翼果は倒披針形で細長く、多数つく。
冬芽は広卵形や卵形で、青灰色の独特な色合いを持ち、芽鱗は2 - 4枚で粉のような毛が密生する。枝先の頂芽は側芽よりも大きく、頂生側芽を伴い、その他の側芽は枝に対生する。葉痕は半円形で維管束痕が多数並ぶ。
- 樹皮